# Habitatge al carrer Major, 18-20 (Montblanc)
L'Habitatge al carrer Major, 18-20 és una obra de Montblanc (Conca de Barberà) protegida com a Bé Cultural d'Interès Local.

## Descripció
La façana és de carreus de pedra i té continuïtat amb la casa núm. 22. Hi ha una portalada amb arc de mig punt a l'esquerra. Hi ha un altre arc apuntat al centre. A la dreta hi ha una tercera porta, actualment aparador, que presenta una llinda de fusta sobre dues mènsules. Al cos central de la façana hi ha dues finestres geminades ubicades en un pany de paret diferent de la resta. A les golfes hi ha galeria formada per quatre columnes.